# Правителі Карфагена
На цій сторінці показані правителі стародавньої держави Карфаген, які правили з 814-146 до н. е.
- Дідона — кінець IX століття до н. е.
- принцепси (сподвижники Дідони)
- Ганнон I
- Малх — середина VI століття до н. е.

Магоніди
- Магон I — кінець VI століття до н. е.
- Гасдрубал I — початок V століття до н. е.
- Гамилькар I — початок V століття до н. е.
- Ганнон II
- Гімількон I
- Ганнібал I
- Гімількон II
- Магон II
- Магон III
- Ганнон III

В середині V століття до н. е. Магонідів вигнали з Карфагена. Далі верховну законодавчу владу здійснював рада ста чотирьох, а виконавчу — два щорічно переобрані суфета.